# Петраков Віталій Олександрович
Петраков Віталій Олександрович (10 грудня 1954) — російський велогонщик.
Олімпійський чемпіон 1980 року в командній гонці переслідування, срібний призер 1976 року в командній гонці переслідування.